# Bernardo de Albuquerque
Bernardo de Albuquerque O.P. (Alburquerque (Badajoz) – Oaxaca, 23 de juliol de 1579) fou el segon bisbe de la diòcesi d'Antequera, a l'estat mexicà d'Oaxaca, del 1562 al 1579.

## Estudis
Fou el bisbe i frare dominic originari de la vila d'Alburquerque, Badajoz. Atès que no sabia qui havien estat els seus pares, prengué el cognom de la vila on va néixer. Des de nen hagué de dedicar-se a la carrera religiosa i literària i realitzà els estudis a la Universitat d'Alcalá.
En no comptar amb els recursos necessaris per continuar amb la carrera del sacerdoci, i anhelant aquesta vida, va decidir ingressar a l'Orde de Predicadors al convent de Sant Esteve de Salamanca, essent-hi admès després de fer les proves de rigor. En aquest convent va estudiar teologia, lleis i medecina. Va interessar-se sobretot per les doctrines filosòfiques de Tomàs d'Aquino i d'Aristòtil. En observar els seus notables avenços acadèmics, els seus professors van donar avís al pare provincial de l'orde que després d'examinar-lo l'envià al noviciat per continuar per fi la carrera del sacerdoci.

## Bisbe d'Oaxaca
Bernardo de Albuquerque fou ordenat sacerdot quan la conquesta de Mèxic encara era recent, per la qual cosa fou un dels primers frares dominics que arribaren a Nova Espanya, dirigint els seus passos cap a la regió d'Oaxaca, on l'orde ja comptava amb un convent. Un cop que establí la residència en aquesta ciutat, començà a sortir als pobles a predicar la doctrina cristiana. Aprengué ràpidament la llengua zapoteca, idioma en què arribà a publicar un catecisme. A Oaxaca aconseguí ascendir en la jerarquia dominica fins a tenir un càrrec equivalent a pare provincial, perquè encara no estava establerta formalment la província dominica a Oaxaca.
El 1556 fra Bartolomé de las Casas, bisbe de Chiapas, es presentà davant la cort de l'emperador Carles V per defensar els indígenes dels abusos dels conqueridors. En aquesta audiència recomanà Albuquerque per ocupar el càrrec de bisbe d'Oaxaca, per la qual cosa l'emperador presentà a la Santa Seu fra Bernardo de Albuquerque com a segon bisbe d'aquella nova diòcesi. Fou consagrat per Alonso de Montúfar.
En prendre possessió de la seva diòcesi, no realitzà cap canvi en els seus hàbits com a frare mendicant ni prengué part en cap dels luxes que en la seva possessió podria haver pres, continuant amb les disposicions del seu orde com els dejuns freqüents, els resos a les diferents hores del dia i continuà amb les seves visites als pobles de la seva diòcesi, ara ja com a bisbe. Va proporcionar abundants almoines als desprotegits del seu territori, i àdhuc arribà a donar la seva casa episcopal per fundar-hi un convent de monges dominiques que es convertí en el convent de Santa Caterina de Siena amb l'autorització del papa Gregori XIII i a aquest projecte es dedicà en els seus últims anys de vida. Morí a Antequera de Mèxic (actualment Oaxaca de Juárez) También escribió cartas para denunciar el maltrato hacia los indígenas.